# Jessica Stegrud
Jessica Margareta Stegrud (geboren am 27. September 1970 in Bromma) ist eine schwedische Politikerin (Sverigedemokraterna).

## Leben

### Ausbildung und berufliche Karriere
Jessica Stegrud wurde am 27. September 1970 in Bromma in der Provinz Stockholm geboren, wuchs aber auf Gotland auf. Danach hat sie die meiste Zeit ihres Lebens in der Provinz Skåne, in Südschweden, gelebt. Nach ihrem Schulabschluss studierte Stegrud 1989–1991 Wirtschaftswissenschaften an der Universität Karlstad und 1991–1993 an der Hochschule Gävle. Sie hat einen Bachelor-Abschluss in Wirtschaftswissenschaften. Außerdem hat sie Kurse in Politikwissenschaft, Immobilienmanagement und Recht belegt. Von 1993 bis 1994 studierte sie Französisch und Geschichte an der Université d’Angers in Frankreich.
Nach ihrem Studium arbeitete Stegrud als Controllerin bei HeidelbergCement. Von 2001 bis 2019 arbeitete sie als Controllerin bei Sydkraft/E.ON Schweden, von 2015 bis 2019 in leitender Position.

### Politische Karriere

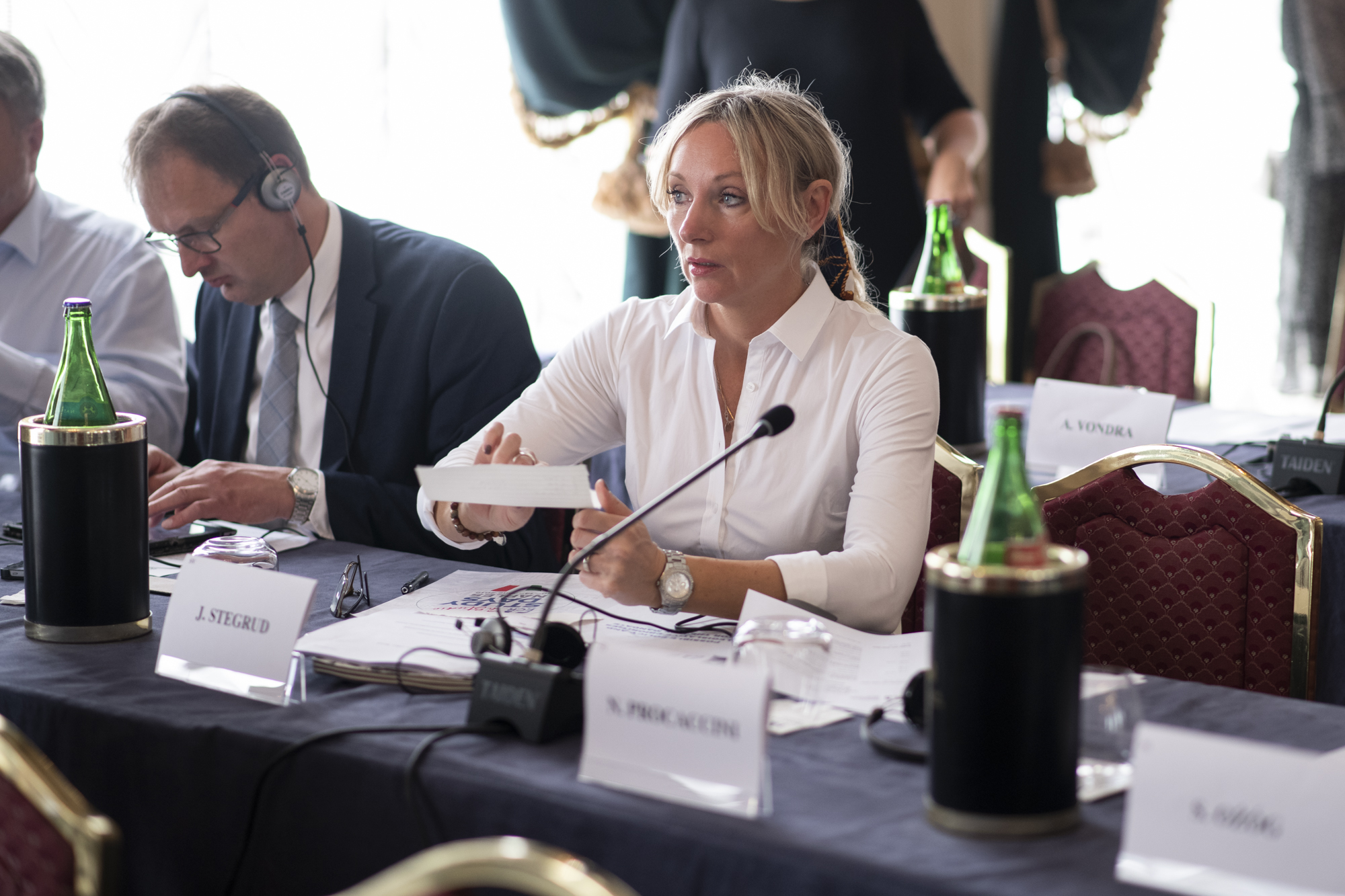
Jessica Stegrud (2019)

Nach eigenen Angaben begann Stegrud nach einer Lebenskrise mit dem Schreiben und Bloggen. Nachdem sie für Ledarsidorna geschrieben hatte, einer Debattenseite, die sich gegen die Migrationspolitik der schwedischen Regierung richtet, erhielt sie eine Anfrage von den Schwedendemokraten, für die Partei bei den Parlamentswahlen zu kandidieren. Aus persönlichen Gründen lehnte sie ab.
Im Frühjahr 2019 wurde Stegrud erneut von der Partei nach einer Kandidatur gefragt und nach ihrer Zustimmung als Kandidatin für das Europaparlament auf Platz 2 der Liste der Sverigedemokraterna für die Europawahl 2019 nominiert. Sie hatte zuvor keine Ämter in der Partei inne, wurde aber noch am selben Tag Mitglied. Neben der Migrationspolitik nannte sie eine größere Unabhängigkeit der EU-Mitgliedsländer sowie Klimapolitik als ihre politischen Schwerpunkte.
Die Schwedendemokraten gewannen deutlich an Stimmen (plus 5,7 Prozent) und errangen drei der 20 schwedischen Mandate, sodass Stegrud direkt einzog. Gemeinsam mit ihren Parteikollegen Peter Lundgren und Charlie Weimers trat sie der nationalkonservativen EKR-Fraktion bei. Für die Fraktion war Stegrud Mitglied im Ausschuss für Industrie, Forschung und Energie sowie im Ausschuss für die Rechte der Frauen und die Gleichstellung der Geschlechter. Des Weiteren war sie stellvertretendes Mitglied im Ausschuss für Wirtschaft und Währung. Im Zuge ihrer Wahl in den Schwedischen Reichstag legte sie am 25. September 2022 ihr Mandat im Europaparlament nieder. Für sie rückte Johan Nissinen nach.
Seit der Wahl zum Schwedischen Reichstag 2022 ist Stegrud Mitglied des Schwedischen Reichstags.

### Privat
Stegrud ist verheiratet und Mutter zweier Söhne.